# Tulení ostrov (Ochotské moře)
Tulení ostrov (rusky Тюлений остров) je ostrov v Sachalinské oblasti v Rusku. Nachází se v Ochotském moři, nedaleko pobřeží ostrova Sachalin jižně od poloostrova Těrpenija. Rozrušené tvrdé břehové terasy jsou tvořené úlomky hornin pozdní křídy. Na ostrově není sladká voda a dřeviny.

## Číselné údaje
Ostrov je 636 m dlouhý a 40 až 90 m široký. Dosahuje nadmořské výšky 18 m.

## Fauna
Žije zde lachtan medvědí. Na planině a pobřežních skalách žije mnoho ptáků (alkouni úzkozobí a tlustozobí).